# Agastache foeniculum
Espèce
Classification phylogénétique
L’Agastache foeniculum, communément appelée agastache fenouil, anis hysope, hysope anisée ou grande hysope, est une espèce de plantes à fleurs de la famille des Lamiacées (Labiées), de la tribu des mentheae et du genre Agastache. C'est une plante herbacée vivace cultivée comme plante ornementale, aromatique et condimentaire.
Elle est également utilisée comme plante mellifère (goût d'anis).
Outre l'aspect décoratif de ses magnifiques épis floraux de bleu mauve à blancs, elle est employée comme herbe aromatique dans les cuisines nord-américaines et asiatiques.
Étymologie : « agastache » vient du grec agatos qui signifie admirable. Foeniculum est le nom latin du fenouil.
Synonymes : Agastache anisata et Agastache anethiodora

## Caractéristiques botaniques
- plante vivace (durée de vie de quelques années) ;
- tige : de 50 cm à 1,2 m ;
- floraison : juillet à octobre. Petites fleurs tubulaires disposées en denses épis terminaux de 4 à 8 cm, de couleur vive (bleu, mauve ou blanc) et exhalant un puissant parfum d'anis. Les variétés sauvages ont des pétales bleus et des calices et des bractées mauves ;
- graines : extrêmement fines ;
- feuilles lancéolées, duveteuses, grossièrement dentelées, vert-gris dessus et blanchâtres dessous ;
- racines traçantes.

## Principaux cultivars
L'Agastache foeniculum s'hybride très facilement avec les autres espèces d'agastache. Il est donc prudent de ne pas mélanger les espèces dans le même jardin si l'on veut conserver une souche pure.

## Culture
L'agastache est une plante vivace très rustique et peu exigeante.
Elle sait s'adapter à la plupart des types de sols (y compris calcaires ou argileux) à condition qu'ils soient correctement drainés. Elle préfère une exposition ensoleillée ou semi-ombrée.
Elle est capable de se resemer et, de ce fait, peut devenir envahissante.
Elle résiste à des gels modérés. Il convient cependant de protéger les pieds en cas de fortes gelées.
Pas de maladies ou de ravageurs (mais à protéger des limaces et escargots).

## Histoire
L'anis hysope Agastache foeniculum est d'origine nord-américaine (Alberta). Elle a par la suite été introduite en Europe, en tant que plante mellifère.

## Utilisation
L'agastache est utilisée en infusion dans la pharmacopée des Autochtones d'Amérique pour combattre la fièvre.
En Europe, elle est d'abord plantée à titre décoratif dans les jardins floraux, puis l'on s'intéresse à son parfum et à son arôme marqué qui donne au miel un goût anisé.
Elle est d'abord consommée en infusion ou en thé et devient par la suite une plante aromatique et condimentaire qui parfume crudités, salades, boissons, gâteaux.
Les feuilles s'utilisent en infusion ou dans la cuisine, en remplacement de l'anis.
Les fleurs décorent magnifiquement les plats.
Les fleurs séchées se conservent fort bien en bouquets.